# رؤیای شب نیمه تابستان (فیلم ۱۹۶۸)
رؤیای شب نیمه تابستان (انگلیسی: A Midsummer Night's Dream (1968 film)) یک فیلم به کارگردانی پیتر هال است که در سال ۱۹۶۸ منتشر شد. از بازیگران آن می‌توان به ایان هولم، هلن میرن، دایانا ریگ، دیوید وارنر، نیکلاس سلبی و مایکل جیستن اشاره کرد.